# سيرابيو كالديرون لازو دي لا فيغا
سيرابيو كالديرون لازو دي لا فيغا (بالإسبانية: Serapio Calderón) (و. 1843 – 1922 م) هو سياسي، ومحام من بيرو .